# Milnesium katarzynae
Espèce
Milnesium katarzynae est une espèce de tardigrades de la famille des Milnesiidae. 

## Distribution
Cette espèce est endémique du Sichuan en Chine.

## Publication originale
- Kaczmarek, Michalczyk & Beasley, 2004 : Milnesium katarzynae sp. nov., a new species of eutardigrade (Milnesiidae) from China. Zootaxa, no 743, p. 1-5.